# Patricia Bredin
Patricia Bredin (Kingston upon Hull, 1935. február 14. – Új-Skócia, 2023. augusztus 13.) angol énekesnő. Ő képviselte az Egyesült Királyságot az 1957-es Eurovíziós Dalfesztiválon All című dalával, ahol 6 ponttal a hetedik helyezést érte el. Ez volt 2015-ig a dalverseny történetének legrövidebb dala.

## Fordítás
- Ez a szócikk részben vagy egészben  a   Patricia Bredin című angol Wikipédia-szócikk ezen változatának fordításán alapul.  Az eredeti cikk szerkesztőit annak laptörténete sorolja fel. Ez a jelzés csupán a megfogalmazás eredetét és a szerzői jogokat jelzi, nem szolgál a cikkben szereplő információk forrásmegjelöléseként.

## További információ
- Patricia Bredin az Internet Movie Database-ben (angolul)
- Patricia Bredin a Rotten Tomatoeson (angolul)